# 仁愛堂劉皇發夫人小學

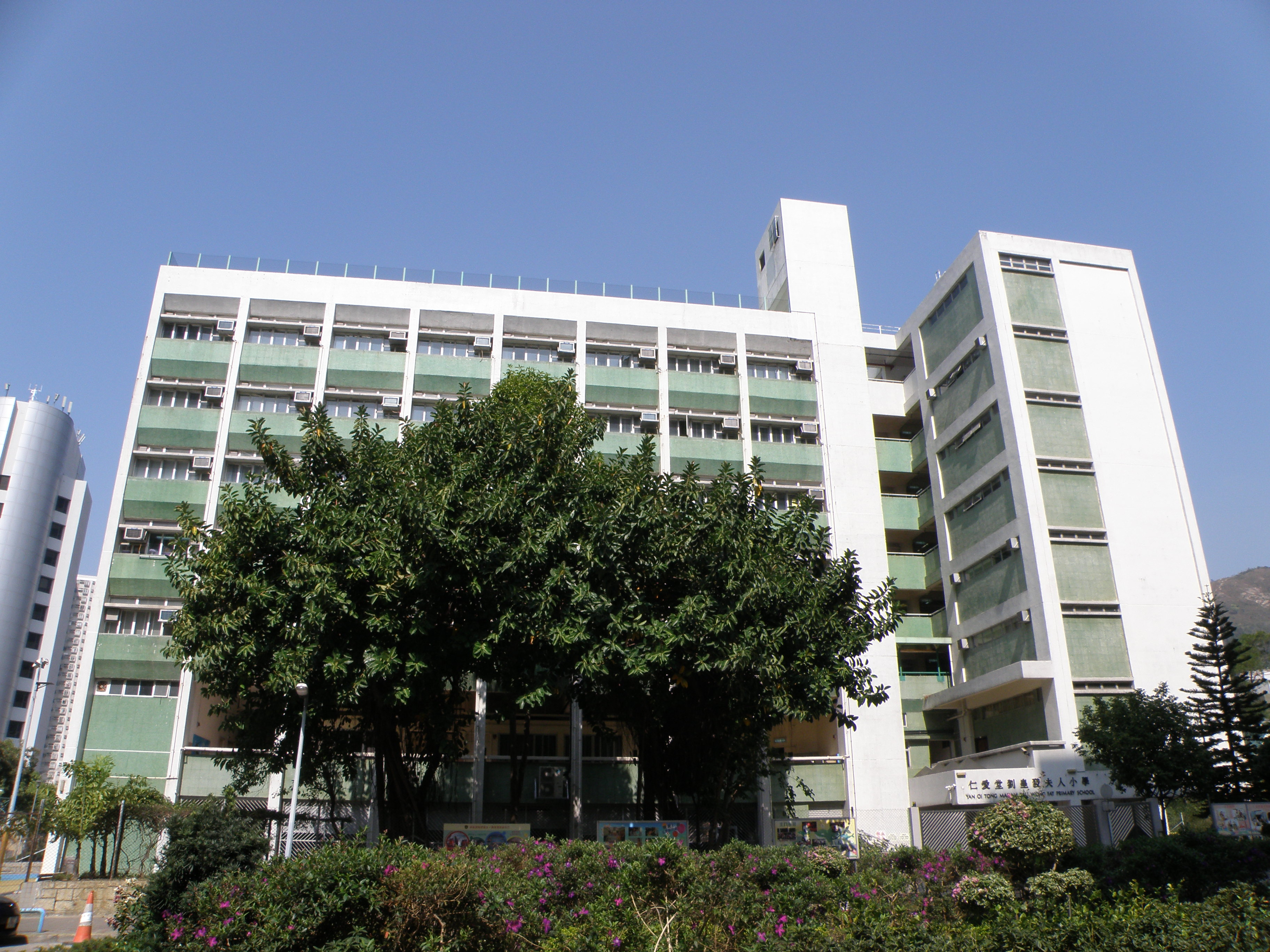
仁愛堂劉皇發夫人小學校舍翻油前

仁愛堂劉皇發夫人小學（英語：Yan Oi Tong Madam Lau Wong Fat Primary School），簡稱劉小、劉皇發小學，位於香港新界屯門安定邨，為一所由仁愛堂主辦，由已故鄉議局主席劉皇發太平紳士以其夫人名義贊助全部經費所創立之小學。上午校於1984年1月4日啟用，下午校於同年9月1日開課，直至1994年開始轉為全日制小學。現任校長為劉小慧女士。

## 學校設施
課室24間，亦設有多間科目輔助室。另外，地下雨天操場前後通道分別稱為「前通道」及「後通道」，為供學生休憩的地方。

## 歷屆行政人員

### 校監
- 劉吳妹珠 女士（1984年-1996年，創校校監及冠名人）
- 劉業強 先生（1996年-2017年，為冠名人兒子，現新界鄉議局主席）
- 吳瑞麟 先生（2017年起，現任校監）

### 校長

#### 上午校
- 黃晉來 先生（1984年-1994年，創校校長）

#### 下午校
- 李秀靈 先生（1984年-1994年，創校校長）

#### 全日
- 區玉瑛 女士（1996年-2008年）
- 黎仲榮 先生（2008年-2014年）
- 唐美蘭 女士（2014年-2017年）
- 劉小慧 女士（2017年履新，現任校長）

## 著名/傑出校友
- 楊愛瑾：香港歌手及演員，歌唱組合Cookies成員

## 相關
- 劉皇發

## 資料來源與註釋
1. 1 2 3  . 家庭與學校合作事宜委員會. 2022-09-02  [2023-05-27]. （原始内容存档于2023-05-27）.

## 外部連結
- 學校網址 （页面存档备份，存于）